# Newsweek Champions Cup and the Matrix Essentials Evert Cup 1992
Newsweek Champions Cup and the Matrix Essentials Evert Cup 1992 - тенісні турніри, що проходили на відкритих кортах з твердим покриттям. Це був 19-й турнір Мастерс Індіан-Веллс. Належав до ATP Super 9 в рамках Туру ATP 1992 і турнірів 2-ї категорії в рамках Туру WTA 1992.  Відбувся з 2 березня до 16 березня 1992 року.

## Переможниці та фіналістки

### Одиночний розряд, чоловіки
Майкл Чанг —  Андрій Чесноков, 6–3, 6–4, 7–5
- Для Чанга це був 1-й титул за рік і 7-й - за кар'єру.

### Одиночний розряд, жінки
Моніка Селеш —  Кончіта Мартінес, 6–3, 6–1
- Для Селеш це був 23-й титул за кар'єру.

### Парний розряд, чоловіки
Стів Девріє /  David MacPherson —  Кент Кіннієр /  Свен Салумаа, 4–6, 6–3, 6–3

### Парний розряд, жінки
Клаудія Коде-Кільш /  Стефані Реге —  Джилл Гетерінгтон /  Кеті Ріналді, 6–3, 6–3